# Kevanacris
Kevanacris is een geslacht van rechtvleugeligen uit de familie veldsprinkhanen (Acrididae). De wetenschappelijke naam van dit geslacht is voor het eerst geldig gepubliceerd in 1961 door Dirsh.

## Soorten
Het geslacht Kevanacris  is monotypisch en omvat slechts de volgende soort:
- Kevanacris squamiptera (Kevan, 1951)